# Миноносцы типа S-24
Миноносцы типа S-24 — тип миноносцев, состоявший на вооружении Военно-морского флота Германии в последней черверти XIX века. Всего было построено 8 миноносцев этого типа (все по программе 1886 года).

## Энергетическая установка
На кораблях типа в качестве ГЭУ была установлена трёхцилиндровая паровая машина (тройного расширения) мощностью 840 л. с., состоящая из 1 локомотивного котла (в 1911 году заменён на 1 военно-морской котёл) с давлением 12 атмосфер. Максимальный запас топлива на миноносцах типа составлял 17 тонн угля.

## Вооружение
Миноносцы вооружались одним 37-мм револьверным орудием (в 1893 году заменены на 50-мм орудие). Торпедное вооружение эсминцев состояло из трёх однотрубных 350-мм торпедных аппаратов.